# Macro-economie
Macro-economie is het onderdeel van de economische wetenschap dat zich bezighoudt met de bestudering van economische systemen als geheel. Meestal zal de macro-economie de economische samenhang in een land, de volkshuishouding bestuderen. In de macro-economie bestudeert men geaggregeerde economische grootheden om op die manier te begrijpen hoe de economie in zijn geheel functioneert.
De macro-economie is de tegenhanger van de micro-economie, die zich primair op de acties van individuele agenten richt, zoals individuele bedrijven en consumenten, en probeert te verklaren hoe hun gedrag de prijzen en hoeveelheden in specifieke markten determineert.
De macro-economie is een breed vakgebied. Er zijn twee gebieden van onderzoek die symbool staan voor de macro-economie: de poging om de oorzaken en gevolgen van korte termijnschommelingen in het nationaal inkomen te begrijpen, de cyclus, en de poging om de lange termijndeterminanten van de economische groei, stijging van het nationaal inkomen, te begrijpen.
Macro-economen ontwikkelen modellen die de relatie tussen onderzochte factoren als nationaal inkomen, bruto binnenlands product, consumptie, werkloosheid, inflatie, besparingen, investeringen, internationale handel en internationale kapitaalstromen proberen te verklaren. Macro-economische modellen en hun voorspellingen worden door zowel overheden als grote bedrijven en banken gebruikt om te helpen bij de ontwikkeling en evaluatie van economisch beleid en business strategie. Het IS-LM-model is een dergelijk model.

## Geschiedenis
De geschiedenis van de macro-economie is ermee begonnen dat aan het begin van de 20e eeuw er verschil tussen de micro- en de macro-economie werd gemaakt. De macro-economie heeft zich sindsdien verder ontwikkeld. Bekende economen die zich in de 20e eeuw met de macro-economie hebben bezig gehouden waren John Maynard Keynes en Milton Friedman.

## Onderwerp en doel
De macro-economie bestudeert 'geaggregeerde grootheden': grootheden die door samenvoeging en/of optelling tot stand zijn gekomen, waarbij individuele eigenschappen buiten beschouwing worden gelaten. Voorbeelden van zulke grootheden zijn: het nationaal inkomen, de werkgelegenheid, de nationale consumptie, de investeringen en het algemeen prijsniveau of prijspeil. De centrale vraag in de macro-economie is welke factoren de welvaart in een volkshuishouding als geheel bepalen. Hoe deze welvaart wordt gerealiseerd, verdeeld, gehandhaafd en hoe deze zich zal ontwikkelen.
Behalve de macro-economie bestaat er ook de micro-economie. Macro stamt van het Griekse macros, dat groot betekent; micros staat voor klein. In de micro-economie staat de prijsvorming op afzonderlijke markten centraal: wat verklaart de hoogte van de prijs van een bepaald product (gegeven een aantal (ceteris paribus-)voorwaarden)? Daarbij is ook de prijsvorming van productiefactoren (kapitaal, arbeid, land, natuur en ondernemerschap) op een bepaalde markt van belang. Prijzen van productiefactoren zijn de inkomens voor de aanbieders van de productiefactoren.
Terwijl dus de macro-economie grootheden op internationaal niveau of wereld(deel)niveau bestudeert en de micro-economie de prijsvorming op afzonderlijke markten, is er ook nog een meso-niveau ('meso' staat voor midden): het niveau van de bedrijfstak(ken) en sectoren, zoals de meso-agrarische of de industriële sector. Men beschouwt niet het gedrag van afzonderlijke bedrijven op een markt, maar de ontwikkeling van de bedrijfstak als geheel (t.o.v. andere bedrijfstakken).

## Macro-economie en economische politiek
De praktische doelstelling van macro-economisch onderzoek is vooral om bij te dragen aan het economisch beleid van de overheid.
Daarbij wordt getracht een of meer van de volgende doelstellingen te realiseren:
- Volledige werkgelegenheid
- Stabiel prijspeil
- Evenwicht op de lopende rekening van de betalingsbalans
- Evenwichtige economische groei
- Zorg voor het milieu
- Redelijke inkomensverdeling

Overigens is de macro-economie ook van groot praktisch belang voor economisch analisten bij banken en internationale ondernemingen.